# Cerchio cromatico

Cerchio cromatico

Il cerchio cromatico è un dispositivo messo a punto dal francese Michel Eugène Chevreul per rendere possibile la classificazione delle sfumature di colore delle tinture in uso presso la manifattura dei Gobelins.
Questo scienziato, che pubblicò le sue ricerche nel 1839, scoprì che se si accostano due colori complementari viene esaltata la luminosità di ciascuno di essi. Per visualizzare i rapporti tra i colori inventò il cerchio cromatico, dove i colori complementari si trovano all'estremità opposte di ogni diametro.
Questo strumento, noto già agli impressionisti, è alla base delle ricerche sugli accostamenti del Pointillisme. È inoltre sfruttato dai pittori divisionisti.